# Tom Canning
Tom Canning (* 24. Januar 1948 in Rochester (New York)) ist ein amerikanischer Fusionmusiker (Keyboard, Orgel, Komposition). 

## Leben und Wirken
Canning wuchs in einer Musikerfamilie auf: Sein Vater Thomas Canning war damals Professor für Musiktheorie und Komposition an der Eastman School of Music; seine Mutter war als kirchliche Vokalsolistin professionell tätig. Tom Canning erhielt zehn Jahre lang klassischen Klavierunterricht bei Eastman und entwickelte ein breites musikalisches Interesse. Er studierte als Musikinterpret an der Berklee School of Music in Boston und der North Texas State University.
Anschließend ließ sich Canning in Los Angeles nieder, wo er zunächst mit John Klemmer, Delbert McClinton, Freddie King und T Bone Burnett arbeitete. 1974 wurde er Mitglied der Band von Al Jarreau, wo er mehrere Jahre auch als musikalischer Leiter und Co-Produzent tätig war. Er tourte weltweit mit Jarreau und war an sieben Alben beteiligt (Grammy-Auszeichnungen). Er war der Co-Autor von Songs wie „Breakin’ Away“, „Never Givin’ Up“ und „Roof Garden“. Ab 1984 produzierte er mit Ray Lynch, ging mit Wayne Shorter international auf Tournee, um dann mit Elvis Costello, Jim Carroll, Glenn Frey und Joe Walsh, Bonnie Raitt und Stephen Bruton zu arbeiten. Ab 1998 gehörte er fünf Jahre lang zur Band von Johnny Hallyday, um zugleich Mitglied der Bluesbreakers von John Mayall zu werden, mit denen er zehn Alben einspielte. Weiterhin war er für Eddy Mitchell, Atushi, Betty Buckley und T Bone Burnett tätig und ging mit Rickie Lee Jones und Playing for Change auf Tournee. Weiterhin komponierte er für Film und Fernsehen.